# Liste der Arbeitslager in Tianjin
Umerziehung durch Arbeit ist ein System von Arbeitslagern der Volksrepublik China. Diese Liste führt solche Arbeitslager in Tianjin auf.
| Name                                                  | Name des Unternehmens            | Stadt/Kreis/Distrikt | Dorf/Stadt | Gründungsjahr | Kommentare                                                                             |
| ----------------------------------------------------- | -------------------------------- | -------------------- | ---------- | ------------- | -------------------------------------------------------------------------------------- |
| Umerziehung durch Arbeit Dasuzhuang                   |                                  | Dagang               | Dasuzhuang |               |                                                                                        |
| Umerziehung durch Arbeit Jianxin                      |                                  | Hexi                 |            |               | Aufgelöst, Gefangene in die Umerziehung durch Arbeit der Frauen Tianjin verlegt        |
| Umerziehung durch Arbeit Qingbowa                     | Farm Qingbowa                    | Xiqing               |            | 1980          |                                                                                        |
| Umerziehung durch Arbeit Shuangkou                    |                                  | Beichen              |            |               |                                                                                        |
| Umerziehung durch Arbeit Banqiao der Gemeinde Tianjin | Maschinenteilfabrik Farm Banqiao | Dagang               |            | 1955          | Heutiger Name seit November 2003. Es wurde behauptet, dort seien Falun-Gong-Gefangene. |
| Umerziehung durch Arbeit der Frauen Tianjin           |                                  | Dagang               |            | 2001          |                                                                                        |
| Umerziehung durch Arbeit Yushan                       |                                  | Ji                   |            |               |                                                                                        |

## Quelle
- Laogai Handbook (2007–2008). (PDF; 3,5 MB) The Laogai Research Foundation, 2008, abgerufen am 10. Januar 2011.